# 헐리우드 키드의 생애
헐리우드 키드의 생애는 1994년 공개된 대한민국의 영화이다. 감독은 정지영이며, 안정효의 동명소설이 원작이다.

## 줄거리
마포 강변의 한 중학교 시절부터 영화에 미쳐 있던 '천재' 임병석은 몰래 외화영화를 즐겨보았고 그후 작부와 살면서 시나리오를 쓰고, 그것이 윤명길(독고영재)에 의해 영화로 만들어져 대히트를 하지만, 그러나 그 영화는 할리우드 영화들의 교묘한 표절이었음이 밝혀지자 궁지에 몰린 임병석은 결국 추억을 보냈던 마포 벼랑창에서 극단적인 선택을 하고 만다.

## 배역
- 최민수 : 임병석 역
- 독고영재 : 윤명길 역
- 신혜수 : 현숙 역
- 윤수진 : 소미 역

## 수상
- 1994년 제15회 청룡영화상
  - 대상 - 정지영
  - 촬영상 - 신옥현
- 1995년 제31회 백상예술대상
  - 영화부문 대상
  - 영화부문 작품상
  - 영화부문 감독상 - 정지영
  - 영화부문 인기상 - 독고영재
- 1995년 제33회 대종상
  - 기획상 - 안동규

## 참고 사항
- 해당 영화에서 최민수 아역을 맡았던[2] 김정현이 최민수가 주인공으로 나온 SBS 미니시리즈 모래시계에 캐스팅되기도 했다.

## 참조
1. ↑  예술·스포츠·취미/영화/영화의 감상/한국영화의 감상/할리우드 키드의 생애, "글로벌 세계 대백과"
2. ↑  김종태 (1996년 12월 28일). “'형제의 강'양념구실 톡톡 김정현”. 한겨레신문. 2017년 12월 12일에 확인함.